# Amsterdam Crusaders
Amsterdam Crusaders (español: Cruzados de Ámsterdam) es un equipo de fútbol americano de Ámsterdam (Países Bajos).

## Historia
El equipo fue fundado el 6 de septiembre de 1984.
Ha ganado el Tulip Bowl en 22 ocasiones, y el Eurobowl dos veces.

## Antiguos jugadores destacados
- Romeo Bandison, único jugador neerlandés que ha conseguido pasar a jugar en la NFL. Actualmente entrena a Colorado Buffaloes.